# MPS Group Championships
MPS Group Championships byl ženský tenisový turnaj pořádaný v Ponte Vedra Beach, Florida, USA. V letech 1980–2010 byl součástí okruhu WTA, hrál se na zelené antuce. Do roku 2008 se turnaj konal v Amelia Island, rovněž na Floridě pod názvem Bausch & Lomb Championships. Turnaj patřil do kategorie International a celková dotace činila 220 000 USD.

## Název
Název turnaje v průběhu let měnil název podle hlavního sponzora:
- 1980-1883: Murjani WTA Championships
- 1984: Lipton WTA Championships
- 1984: NutraSweet WTA Championships
- 1985-1886: Sunkist WTA Championships
- 1987-2008: Bausch & Lomb Championships
- 2009-2010: The MPS Group Championships

## Finálové zápasy

### Dvouhra
| Ponte Vedra Beach, Florida |                              |                              |                  |
| Rok                        | Vítězka                      | Finalistka                   | Výsledek         |
| 2010                       | Caroline Wozniacká           | Olga Govorcovová             | 6-1, 7-5         |
| 2009                       | Caroline Wozniacká           | Aleksandra Wozniaková        | 6-1, 6-2         |
| Amelia Island, Florida     |                              |                              |                  |
| 2008                       | Maria Šarapovová             | Dominika Cibulková           | 7-6(7), 6-3      |
| 2007                       | Tatiana Golovinová           | Naděžda Petrovová            | 6-2, 6-1         |
| 2006                       | Naděžda Petrovová            | Francesca Schiavoneová       | 6-4, 6-4         |
| 2005                       | Lindsay Davenportová         | Silvia Farinaová Eliová      | 7-5, 7-5         |
| 2004                       | Lindsay Davenportová         | Amélie Mauresmová            | 6-4, 6-4         |
| 2003                       | Jelena Dementěvová           | Lindsay Davenportová         | 4-6, 7-5, 6-3    |
| 2002                       | Venus Williamsová            | Justine Heninová             | 2-6, 7-5, 7-6(5) |
| 2001                       | Amélie Mauresmová            | Amanda Coetzerová            | 6-4, 7-5         |
| 2000                       | Monika Selešová              | Conchita Martínezová         | 6-3, 6-2         |
| 1999                       | Monika Selešová              | Ruxandra Dragomirová         | 6-2, 6-3         |
| 1998                       | Mary Pierceová               | Conchita Martínezová         | 6-7(8), 6-0, 6-2 |
| 1997                       | Lindsay Davenportová         | Mary Pierceová               | 6-2, 6-3         |
| 1996                       | Irina Spîrleaová             | Mary Pierceová               | 6-7, 6-4, 6-3    |
| 1995                       | Conchita Martínezová         | Gabriela Sabatiniová         | 6-1, 6-4         |
| 1994                       | Arantxa Sánchezová Vicariová | Gabriela Sabatiniová         | 6-1, 6-4         |
| 1993                       | Arantxa Sánchezová Vicariová | Gabriela Sabatiniová         | 6-2, 5-7, 6-2    |
| 1992                       | Gabriela Sabatiniová         | Steffi Grafová               | 6-2, 1-6, 6-3    |
| 1991                       | Gabriela Sabatiniová         | Steffi Grafová               | 7-5, 7-6(3)      |
| 1990                       | Steffi Grafová               | Arantxa Sánchezová Vicariová | 6-1, 6-0         |
| 1989                       | Gabriela Sabatiniová         | Steffi Grafová               | 3-6, 6-3, 7-5    |
| 1988                       | Martina Navrátilová          | Gabriela Sabatiniová         | 6-0, 6-2         |
| 1987                       | Steffi Grafová               | Hana Mandlíková              | 6-3, 6-4         |
| 1986                       | Steffi Grafová               | Claudia Kohdeová-Kilschová   | 6-4, 5-7, 7-6(3) |
| 1985                       | Zina Garrisonová             | Chris Evertová-Lloydová      | 6-4, 6-3         |
| 1984                       | Martina Navrátilová          | Chris Evertová-Lloydová      | 6-2, 6-0         |
| 1983                       | Chris Evertová-Lloydová      | Carling Bassettová           | 6-3, 2-6, 7-5    |
| 1982                       | Chris Evertová-Lloydová      | Andrea Jaegerová             | 6-3, 6-1         |
| 1981                       | Chris Evertová-Lloydová      | Martina Navrátilová          | 6-0, 6-0         |
| 1980                       | Martina Navrátilová          | Hana Mandlíková              | 5-7, 6-3, 6-2    |

### Čtyřhra
| Ponte Vedra Beach, Florida |                                                   |                                                    |                           |
| Rok                        | Vítězky                                           | Finalistky                                         | Výsledek                  |
| 2010                       | B. Matteková-Sandsová / Jen C’                    | Čuang Ťia-žung / Pcheng Šuaj                       | 4-6, 6-4, 10-8            |
| 2009                       | Čuang Ťia-žung / Sania Mirzaová                   | Květa Peschkeová / Lisa Raymondová                 | 6-3, 4-6, 10-7            |
| Amelia Island, Florida     |                                                   |                                                    |                           |
| 2008                       | Bethanie Matteková / Vladimíra Uhlířová           | Viktoria Azarenková / Jelena Vesninová             | 6-3, 6-1                  |
| 2007                       | Mara Santangelová / Katarina Srebotniková         | Anabel M. Garriguesová / Virginia R. Pascualová    | 6-3, 7-6(4)               |
| 2006                       | Shinobu Asagoeová / Katarina Srebotniková         | Liezel Huberová / Sania Mirzaová                   | 6-2, 6-4                  |
| 2005                       | Bryanne Stewartová / Samantha Stosurová           | Květa Peschkeová / Patty Schnyderová               | 6-4, 6-2                  |
| 2004                       | Naděžda Petrovová / Meghann Shaughnessyová        | Myriam Casanovová / Alicia Moliková                | 3-6, 6-2, 7-5             |
| 2003                       | Lindsay Davenportová / Lisa Raymondová            | Virginia Ruanová Pascualová / Paola Suárezová      | 7-5, 6-2                  |
| 2002                       | Daniela Hantuchová / Arantxa Sánchezová Vicariová | María Emilia Salerniová / Åsa Svenssonová          | 6-4, 6-2                  |
| 2001                       | Conchita Martínezová / Patricia Tarabiniová       | Martina Navrátilová / Arantxa Sánchezová Vicariová | 6-4, 6-2                  |
| 2000                       | čtyřhra se nehrála (déšť)                         | čtyřhra se nehrála (déšť)                          | čtyřhra se nehrála (déšť) |
| 1999                       | Conchita Martínezová / Patricia Tarabiniová       | Lisa Raymondová / Rennae Stubbsová                 | 7-5, 0-6, 6-4             |
| 1998                       | Sandra Cacicová / Mary Pierceová                  | Barbara Schettová / Patty Schnyderová              | 7-6(5), 4-6, 7-6(5)       |
| 1997                       | Lindsay Davenportová / Jana Novotná               | Nicole Arendtová / Manon Bollegrafová              | 6-3, 6-0                  |
| 1996                       | Chanda Rubinová / Arantxa Sánchezová Vicariová    | Meredith McGrathová / Larisa Neilandová            | 6-1, 6-1                  |
| 1995                       | Amanda Coetzerová / Inés Gorrochateguiová         | Nicole Arendtová / Manon Bollegrafová              | 6-2, 3-6, 6-2             |
| 1994                       | Larisa Neilandová / Arantxa Sánchezová Vicariová  | Amanda Coetzerová / Inés Gorrochateguiová          | 6-2, 6-7(6), 6-4          |
| 1993                       | Manuela Malejevová / Leila Meschiová              | Amanda Coetzerová / Inés Gorrochateguiová          | 3-6, 6-3, 6-4             |
| 1992                       | Arantxa Sánchezová Vicariová / Nataša Zverevová   | Zina Garrisonová / Jana Novotná                    | 6-1, 6-0                  |
| 1991                       | Arantxa Sánchezová Vicariová / Helena Suková      | Mercedes Pazová / Nataša Zverevová                 | 4-6, 6-2, 6-2             |
| 1990                       | Mercedes Pazová / Arantxa Sánchezová Vicariová    | Regina Kordová / Andrea Temesváriová               | 7-6(5), 6-4               |
| 1989                       | Larisa Neilandová / Nataša Zverevová              | Martina Navrátilová / Pam Shriverová               | 7-6(4), 2-6, 6-1          |
| 1988                       | Zina Garrisonová / Eva Pfaffová                   | Katrina Adamsová / Penny Bargová-Magerová          | 4-6, 6-2, 7-6(5)          |
| 1987                       | Steffi Grafová / Gabriela Sabatiniová             | Hana Mandlíková / Wendy Turnbullová                | 3-6, 6-3, 7-5             |
| 1986                       | Claudia Kohdeová-Kilschová / Helena Suková        | Gabriela Sabatiniová / Catherine Tanvierová        | 6-2, 5-7, 7-6(7)          |
| 1985                       | Rosalyn Fairbanková / Hana Mandlíková             | Carling Bassettová / Chris Evertová-Lloydová       | 6-1, 2-6, 6-2             |
| 1984                       | Kathy Jordan / Anne Smith                         | Anne Hobbsová / Mima Jaušovecová                   | 6-4, 4-6, 6-4             |
| 1983                       | Candy Reynoldsová / Rosalyn Fairbanková           | Virginia Ruziciová / Hana Mandlíková               | 6-4, 6-2                  |
| 1982                       | Leslie Allenová / Mima Jaušovecová                | Barbara Potterová / Sharon Walshová                | 6-1, 7-5                  |
| 1981                       | Kathy Jordanová / Anne Smithová                   | Joanne Russellová / Pam Shriverová                 | 6-3, 5-7, 7-6             |
| 1980                       | Rosie Casalsová / Ilana Klossová                  | Kathy Jordanová / Pam Shriverová                   | 7-6, 7-6                  |